# 거라오어
꺼라오어(중국어: 仡佬 Gēlǎo[*], 베트남어: Cờ Lao, 꺼라오어: Kláo)는 꺼라오족이 사용하는 크라다이어족 크라어파의 방언군 또는 언어군이다. 꺼라오족은 중국 남부와 베트남 북부에 걸쳐 분포하고 있는데, 중국 인구조사 기준 민족 인구는 580,000명(2000년)이나 그 중 꺼라오어를 사용하는 인구는 수천 명에 불과하다. Edmondson (2002)의 추측에 따르면 베트남 내의 화자 수도 도합 약 350명에 불과하다.

## 방언
Bradley (2007)는 He (1983)의 정보에 근거하여 거라오어를 다음의 5개 방언으로 분류한다.
- 하게이어(哈给, Hakhi): 청꺼라오(青仡佬)의 언어
- 다뤄어(多罗, Tolo): 백꺼라오(白仡佬)의 언어
- 아어우어(阿欧, A-uo): 홍꺼라오(红仡佬)의 언어
- 가오어(稿, Aqao): 한꺼라오(汉仡佬)의 언어
- 이어(羿, Qaw): 상세 불명의 소수민족 이인(羿人)의 방언. 20세기에 사멸.